# Construction Simulator
Construction Simulator (Bau-Simulator is de originele Duitse titel) is een computerspel gepubliceerd in 2015 door een Duits bedrijf Astragon, dat gespecialiseerd is in simulatorspellen.

## Het spel
Het spel begint met uitleg over het rijden van zwaar gereedschap, waaronder vrachtwagens en graafmachines. Als het spel verdergaat, kan de speler verschillende contracten aannemen, verschillende typen gebouwen bouwen en zijn aannemersbedrijf onderhouden. De speler kan nieuwe voertuigen en gereedschap kopen en ook personeel aannemen.

Nadat de speler een contract heeft aangenomen, moet de speler onderdelen zoals beton,grond en stenen kopen.
Het spel speelt zich af in een open world, en de speler ontgrendelt locaties die hij ontdekt. Snel-reizen is toegankelijk op sommige momenten en in missies.
De speler kan voor een klein bedrag zich teleporteren naar de gewenste locatie, met of zonder voertuig.

## Voertuigen
In Construction Simulator zijn er verschillende voertuigen, waaronder:
- MAN bakwagen met of zonder kraan
- MAN cement mixer wagen
- MAN Cement pomp wagen
- MAN trekker met oplegger
- MAN Kiepwagen
- STILL heftruck
- LIEBHERR LTM 1060-3.1 Kraanwagen
- LIEBHERR Torenkraan

## Co-op
Het is mogelijk om samen met een andere speler aan een bouwwerk te bouwen. Met de Co-op-functie kan men de open world toegankelijk maken voor andere mensen. Ook kan men dan elkaars gereedschap gebruiken. Er kunnen maximaal 4 spelers in een sessie zitten.

## Charity DLC
Op 2 december 2015 hebben de ontwikkelaars van Construction Simulator 2015 een DLC gepubliceerd genaamd Charity DLC St. John’s Hospital Fuchsberg.

In deze DLC is de opdracht om een ziekenhuis te bouwen van het Kinderkankerfonds van Duitsland(Deutsche Kinderkrebsstiftung is de originele Duitse naam).
De ontwikkelaars doneren 100% van het inkomen dat door deze DLC binnenkomt en doneert het geld aan het Kinderkankerfonds.